# Gburekspitzen
Die Gburekspitzen sind eine Gruppe felsiger und bis zu 2083 m hoher Erhebungen im ostantarktischen Königin-Maud-Land. Sie bilden das westliche Ende der Sverdrupfjella. Zu ihnen gehören die Berge Jutulrøra und Straumsvola.
Entdeckt und benannt wurde der Gebirgszug bei der Deutschen Antarktischen Expedition 1938/39 unter der Leitung des Polarforschers Alfred Ritscher. Namensgeber ist Leo Gburek (1910–1941), Geophysiker und Teilnehmer an dieser Forschungsreise. Die Vermessung und Zuordnung nahmen Teilnehmer der Norwegisch-Britisch-Schwedischen Antarktisexpedition (1949–1952) und nachfolgende norwegische Expeditionen vor.